# Fjällskogsfly
Fjällskogsfly, Xestia gelida, är en fjärilsart som först beskrevs av Jacob Sparre Schneider 1883.  Fjällskogsfly ingår i släktet Xestia, och familjen nattflyn, Noctuidae. Enligt rödlistan i respektive land är arten Sårbar, VU, i både Sverige och Finland. I Sverige förekommer arten från Härjedalen till Torne lappmark och i Finland främst i Lappland men även längs ryska gränsen i nordöstra Norra Österbotten och östra Kajanaland. Artens livsmiljö är moskogar. Inga underarter finns listade i Catalogue of Life.